# Saint-Martin-de-Clelles
Saint-Martin-de-Clelles ist eine französische Gemeinde mit 184 Einwohnern (Stand: 1. Januar 2022) im Département Isère in der Region Auvergne-Rhône-Alpes (vor 2016: Rhône-Alpes). Sie gehört zum Arrondissement Grenoble und zum Kanton Matheysine-Trièves.

## Geographie
Die Gemeinde Saint-Martin-de-Clelles liegt in der Landschaft Trièves im Regionalen Naturpark Vercors, etwa 40 Kilometer südsüdwestlich von Grenoble. Im Nordosten begrenzt der hier aufgestaute Fluss Ébron die Gemeinde. Im Westen reicht das Gemeindegebiet bis zum 2087 m hohen markanten Gipfel des Mont Aiguille. Umgeben wird Saint-Martin-de-Clelles von den Nachbargemeinden Saint-Michel-les-Portes im Norden, Roissard im Norden und Nordosten, Lavars im Osten, Clelles im Süden sowie Chichilianne im Südwesten und Westen.
Durch die Gemeinde führt die frühere Route nationale 75 (heutige D1075).

## Bevölkerungsentwicklung
| Jahr                       | 1962 | 1968 | 1975 | 1982 | 1990 | 1999 | 2006 | 2013 | 2021 |
| Einwohner                  | 82   | 60   | 70   | 103  | 122  | 118  | 146  | 182  | 185  |
| Quellen: Cassini und INSEE |      |      |      |      |      |      |      |      |      |

## Sehenswürdigkeiten

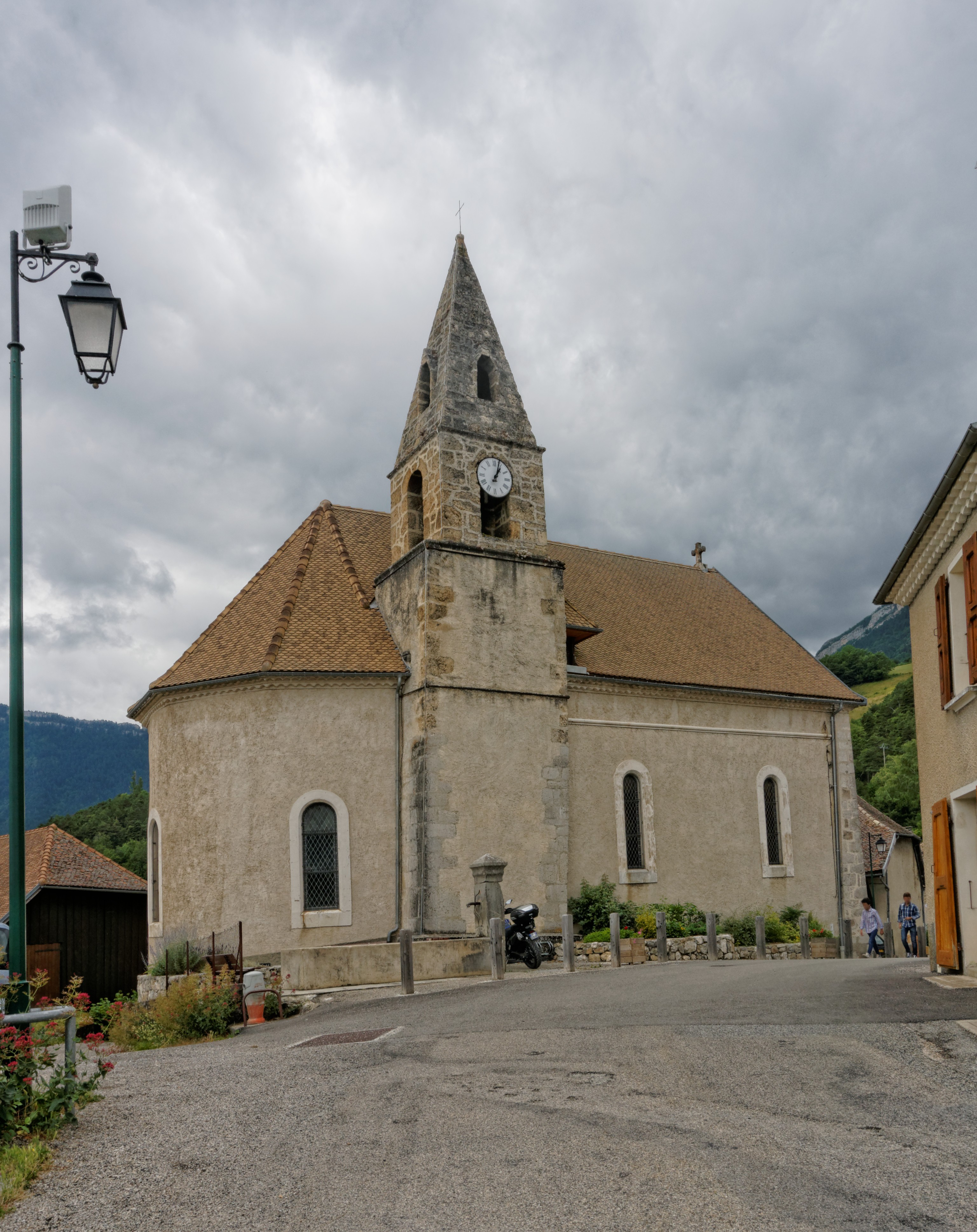
Kirche Saint-Martin
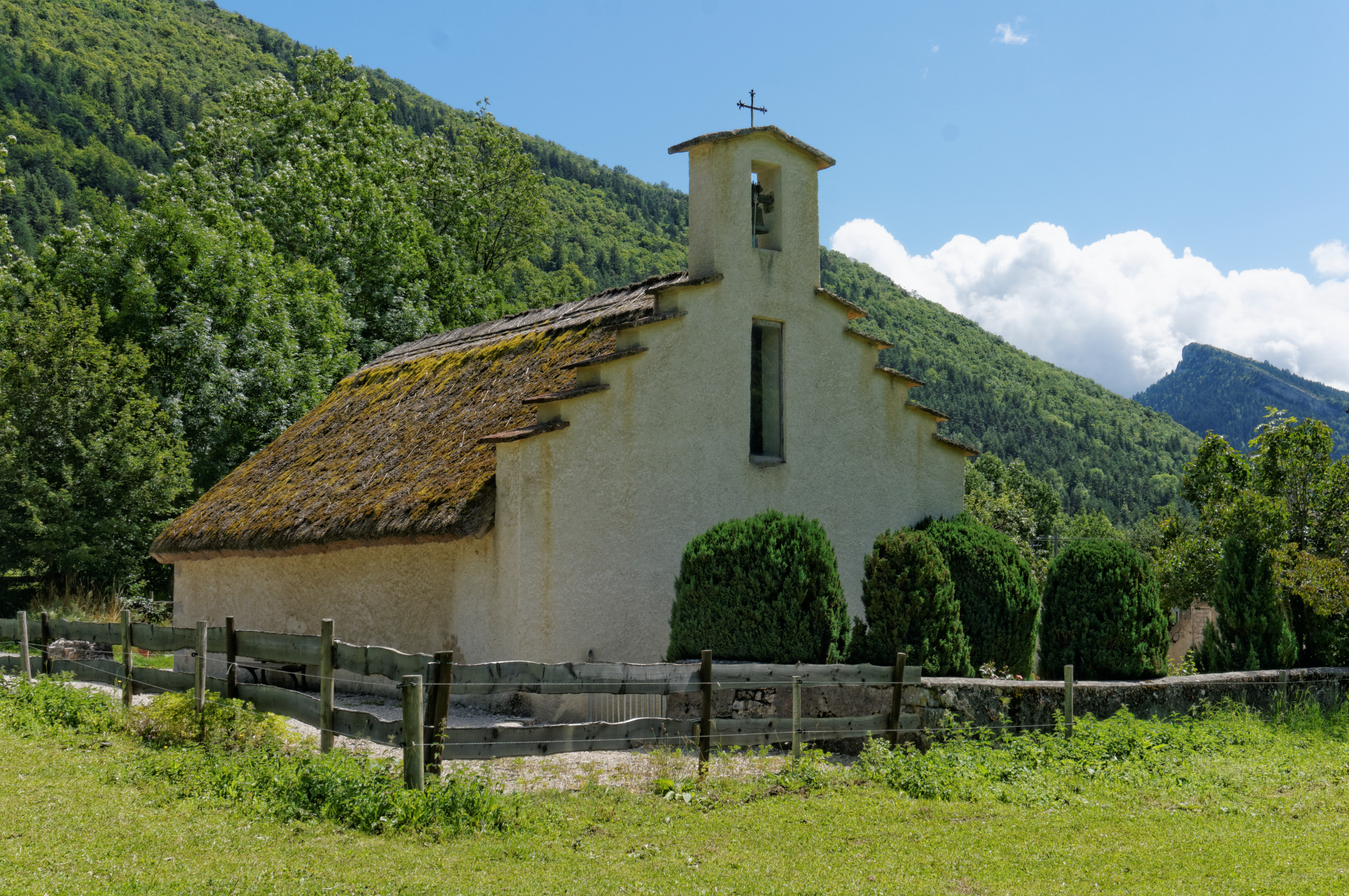
Kapelle im Ortsteil Trézanne
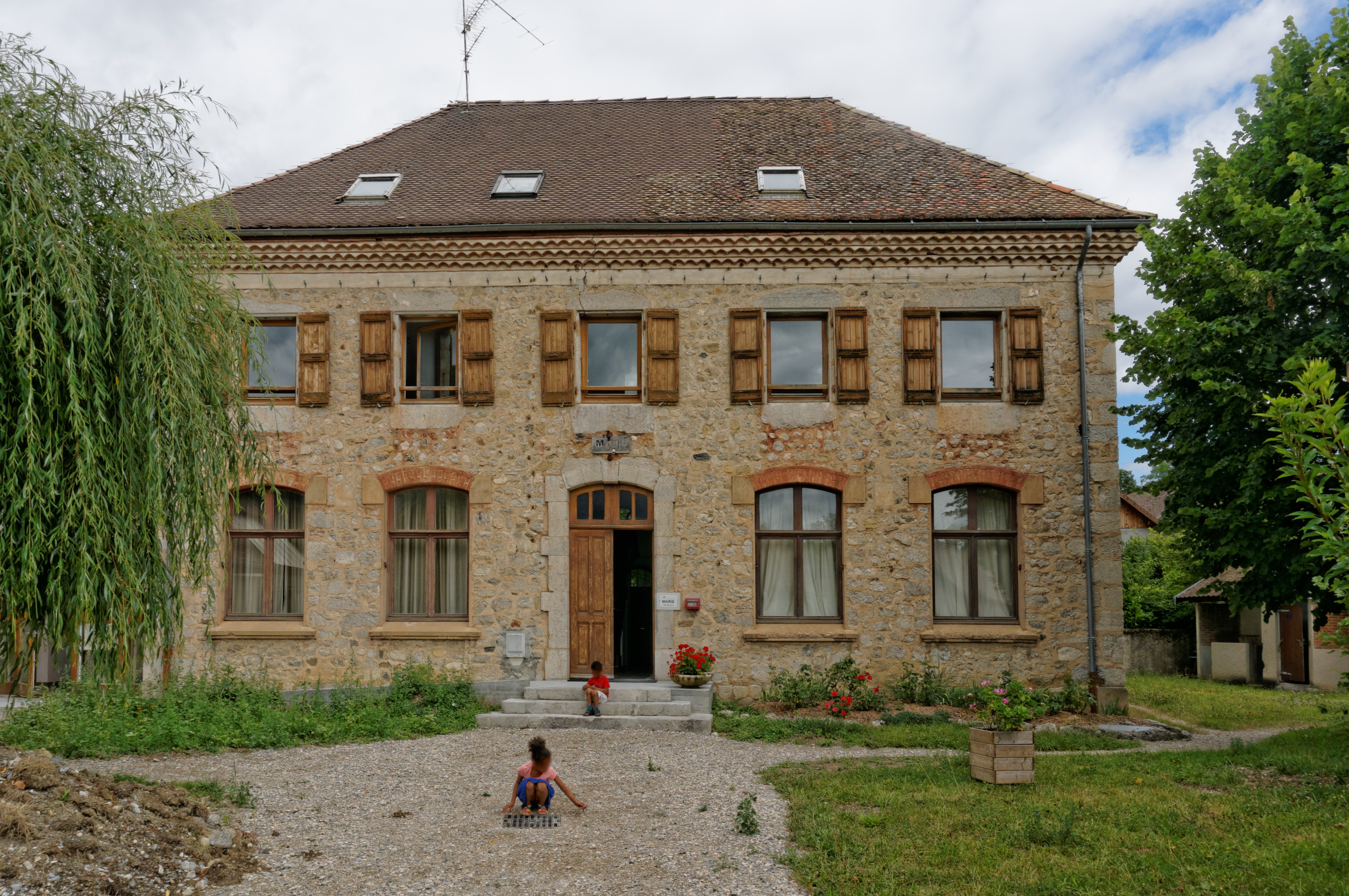
Rathaus (Mairie) von Saint-Martin-de-Clelles
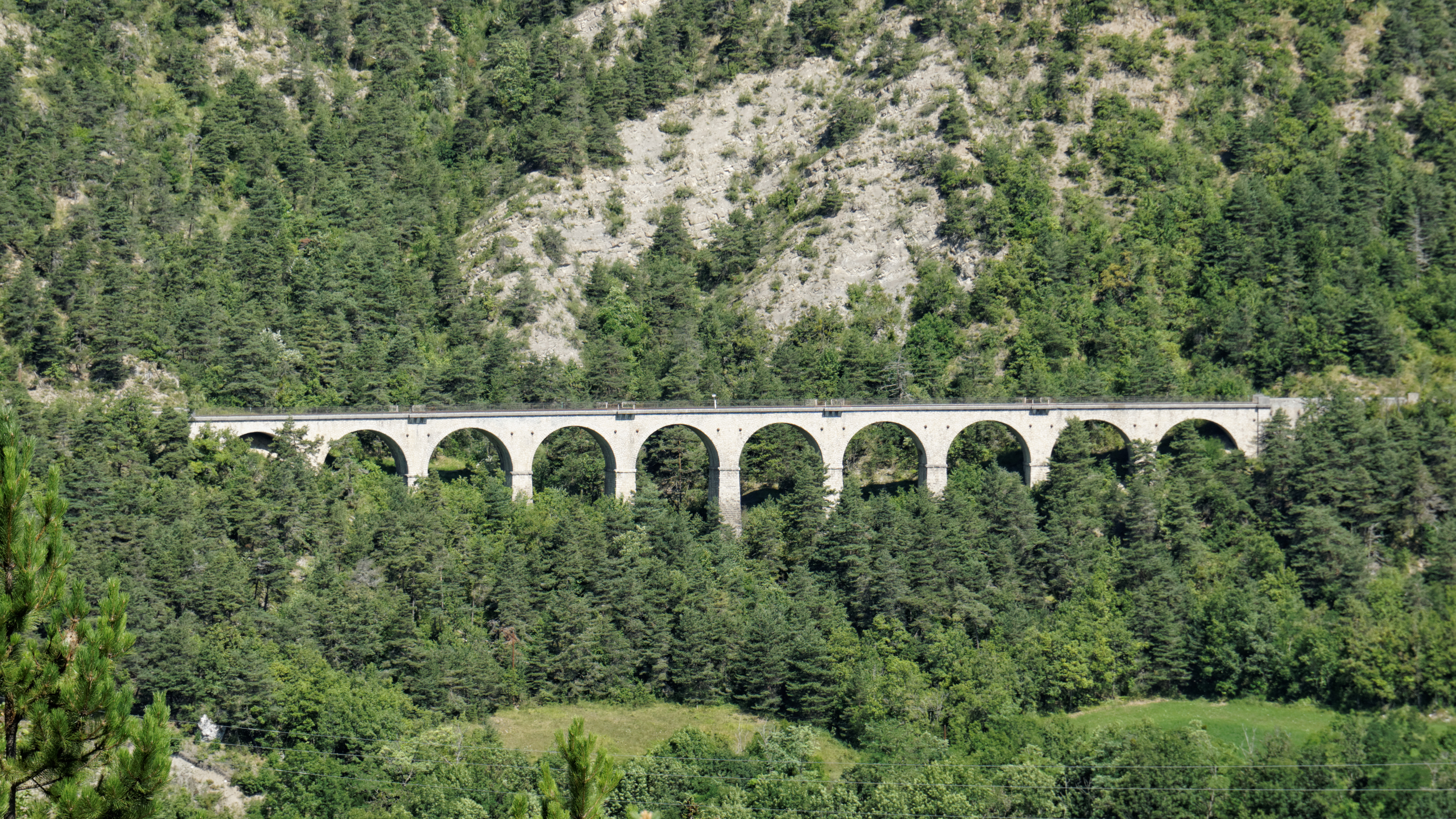
Viaduc des Ripperts, Eisenbahnbrücke
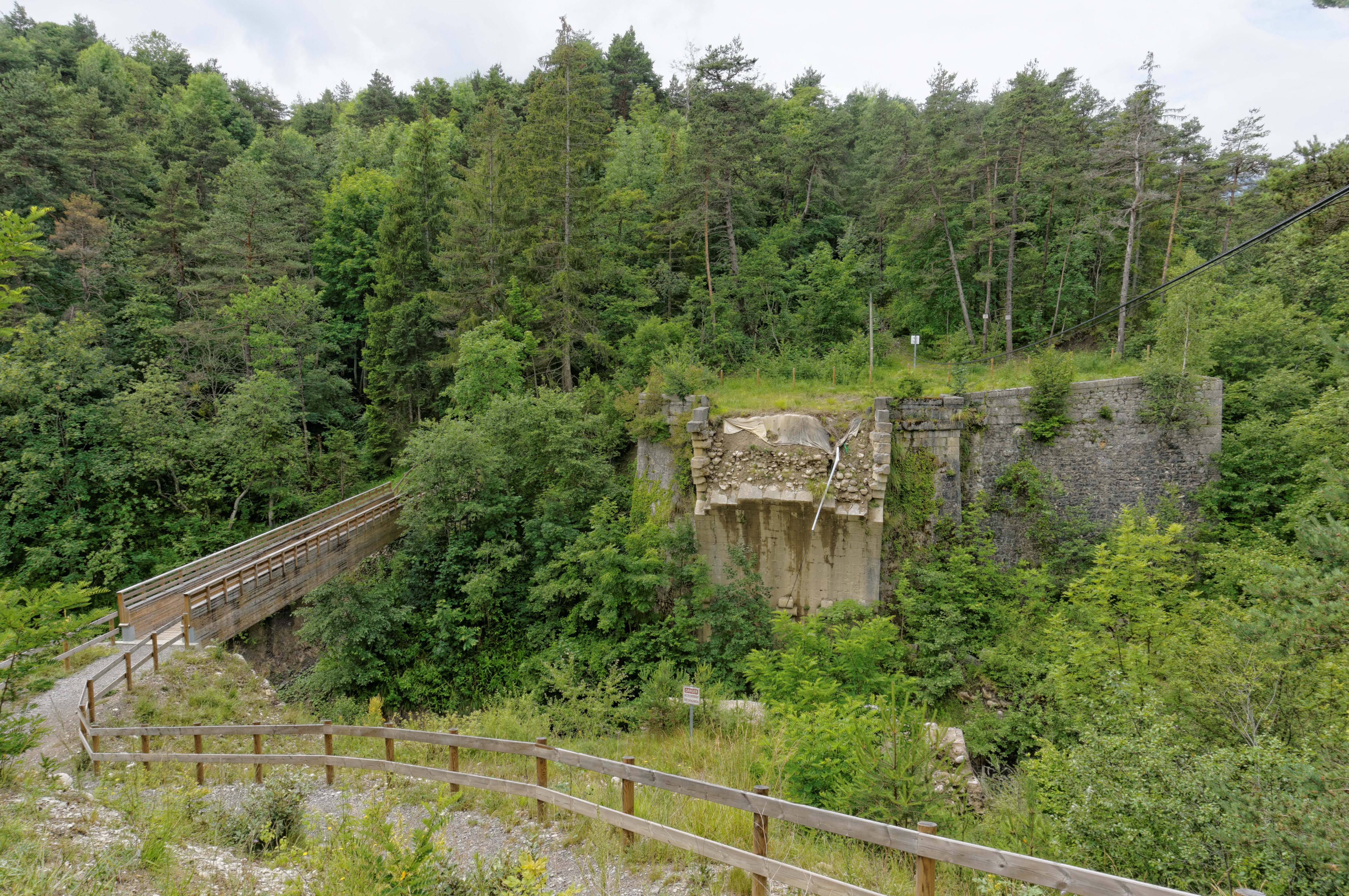
Brücke Pont de Chardon
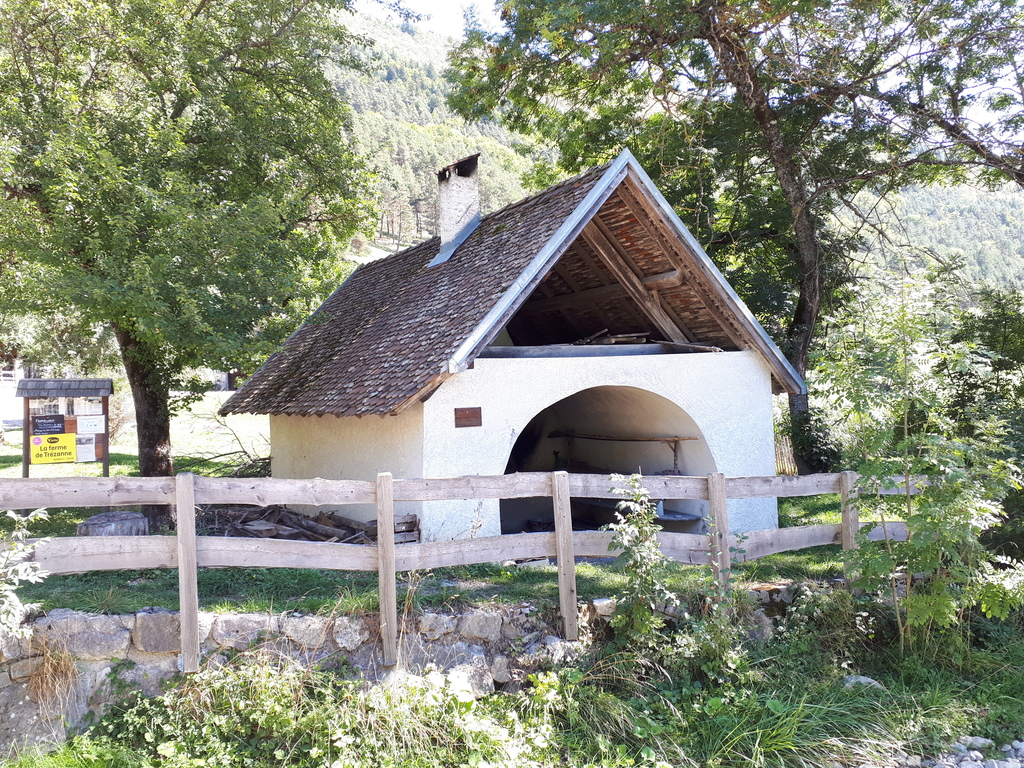
Öffentlicher Brotbackofen im Ortsteil Trézanne
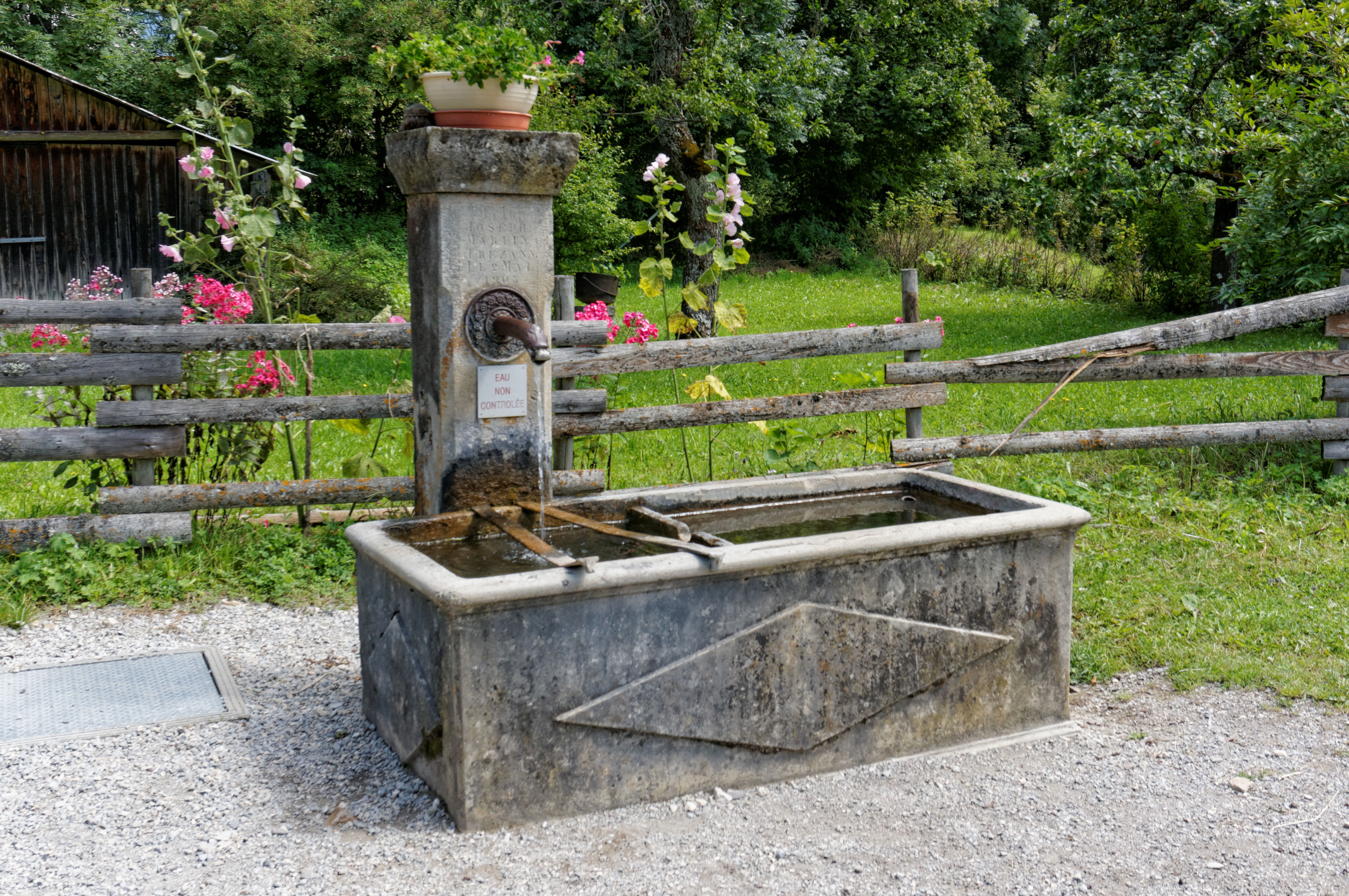
Brunnen im Ortsteil Trézanne

- Kirche Saint-Martin
- Kapelle im Ortsteil Trézanne
- Rathaus (Mairie) von Saint-Martin-de-Clelles
- Viaduc des Ripperts, Eisenbahnbrücke
- Brücke Pont de Chardon
- Öffentlicher Brotbackofen im Ortsteil Trézanne
- Brunnen im Ortsteil Trézanne

## Persönlichkeit
- Léon Martin (1873–1967), Politiker und Widerstandskämpfer